# Slick'em Hound
Slick'em Hound, anciennement Slick'em ou Slick 'Em, de son vrai nom Corey Lamar Mathis, né le 3 juin 1985 à Miami, en Floride, est un rappeur américain d'origine jamaïcaine, ancien membre du groupe Pretty Ricky.

## Biographie
Corey est originaire de Miami, en Floride. Il lance sa carrière musicale en 1997 en tant que membre du groupe à succès Pretty Ricky aux côtés des rappeurs Baby Blue, Spectacular et Pleasure P. Le groupe publie son premier album, Bluestars, le 17 mai 2005 au label Atlantic Records classé 16e du Billboard 200. Il est, comme le souligne le reste du groupe, celui qui apporte l'énergie, le dynamisme, la spontanéité au groupe. Par sa façon de se comporter et sa manière de rapper, il est de loin le membre le plus singulier de Pretty Ricky[réf. nécessaire].
Slick'em Hound publie son premier single en solo intitulé David Ruff'n le 28 février 2014. Il publie ensuite une mixtape intitulée Sex Money Shows and Drugs le 10 août 2014.  Toujours en 2014, sa compagne révèle lors d'un interview avoir arrêté sa relation avec Slick'em, et s'être mis en couple avec le rappeur Chief Keef.
En 2015, Corey attire les feux des projecteurs après avoir publié une sex tape qualifiée d'abjecte, voir choquante, par la presse spécialisée. Concernant la publication de cette sex tape, beaucoup de ses fans pensent qu'il aurait « perdu ses esprits ».

## Discographie

### Single
- 2014 : David Ruff'n

### Mixtape
- 2014 : Sex Money Shows and Drugs

### Albums collaboratifs
- 2005 : Bluestars (avec Pretty Ricky)
- 2007 : Late Night Special (avec Pretty Ricky)
- 2008 : Eighties Babies (80's Babies) (avec Pretty Ricky)
- 2009 : Pretty Ricky (avec Pretty Ricky)
- 2010 : Bluestars 2 (avec Pretty Ricky)

## Filmographie
- 2005 Gigolo malgré lui : Grind with Me (Corey Mathis)
- 2008 : Sexy Dance 2 : Work It (Corey Mathis)
- 2009 : The Mo'Nique Show : lui-même